# Сога-но Эмиси
Сога-но Эмиси (яп. 蘇我 蝦夷, 586 (?) — 11 июля 645) — японский государственный и политический деятель конца VI — 1-й половины VII века периода Асука, времён правления Императрицы Суйко, Императора Дзёмэя и Императрицы Когёку.

## Биография
Сога-но Эмиси был представителем аристократического рода Сога. Его отец Сога-но Умако занимал должность советника О-оми при дворе Императора Японии. После смерти отца Эмиси сменил его на должности советника и возглавил род Сога.
Первые упоминания об Эмиси датируются концом правления Императрицы Суйко, однако решающую роль в японских государственных делах он стал играть после её смерти во время решения вопроса об унаследовании трона в 628 году. На престол было два претендента — принц Тамура и принц Ямасиро-но Оэ. Эмиси поддержал первого, а оппозиционеров, во главе с аристократом Сакаи-но Омимасэри, которые поддержали другого, убил. Принц Тамура, зависимый от рода Сога, взошёл на трон под именем Императора Дзёмэя.
Во время правления следующей Императрицы Когёку Эмиси превратился в диктатора Японии, фактического правителя страны. Он использовал людей принца Ямасиро-но Оэ для построения собственной гробницы и приравнивал себя к Императору. В 644 году сын Эмиси, Сога-но Ирука, напал на замок принца Ямасиро-но Оэ и заставил его покончить с собой. Это событие вызвало молчаливое возмущение японской аристократии и способствовало формированию тайной антисоговской коалиции.
10 июля 645 года аристократы-заговорщики на пиру прямо в присутствии Императрицы убили своевольного Ируку. Узнав о гибели сына, Эмиси попытался собрать войска, но они разбежались. На следующий день он поджег собственную резиденцию и покончил с собой.